# Усыскин, Илья Давыдович

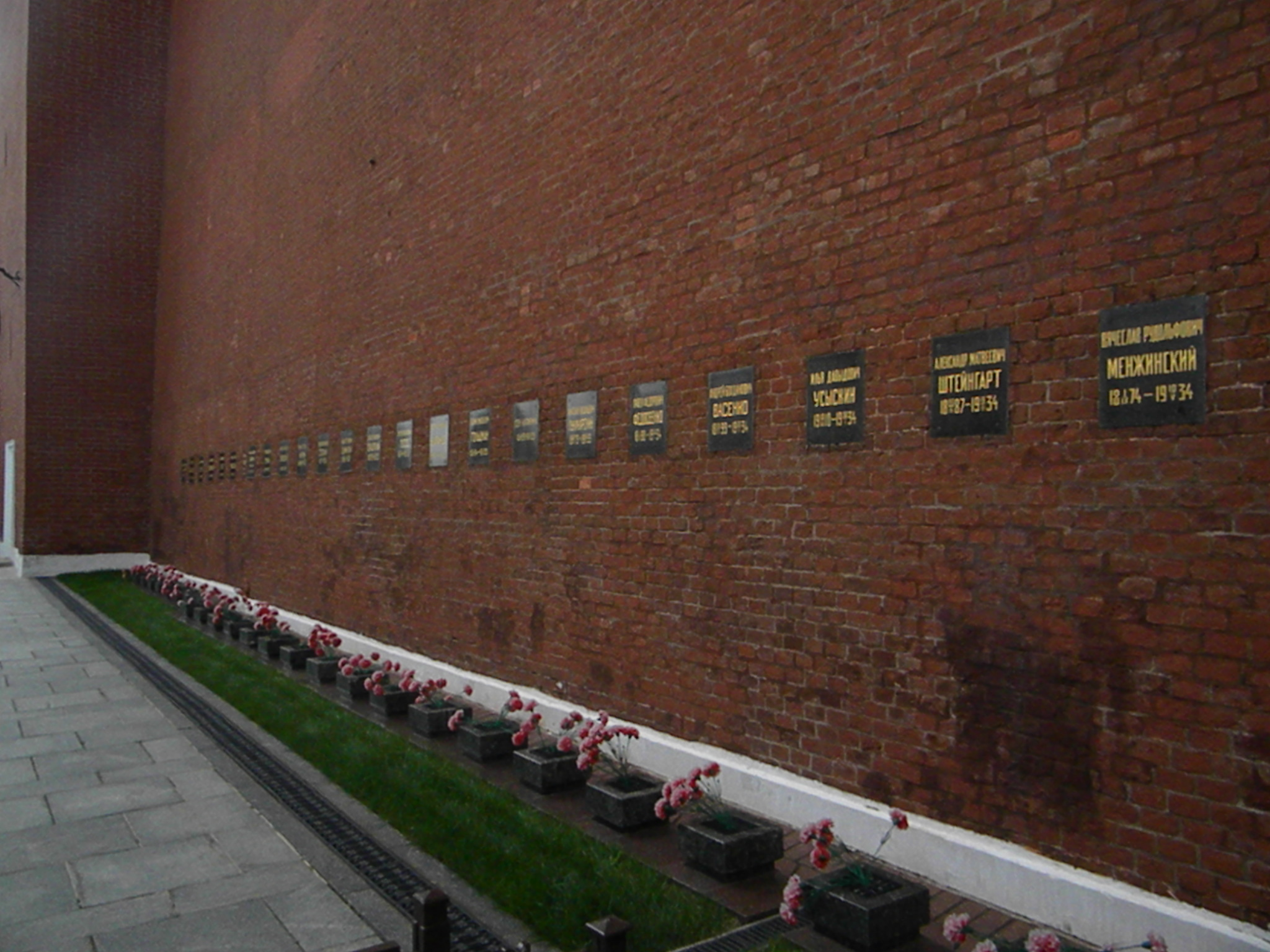
Надгробная плита в Кремлёвской стене

Илья Давыдович Усыскин (13 ноября 1910, Большое Село, Ярославская губерния — 30 января 1934, Инсарский район, Средневолжский край) — советский физик, участник полёта стратостата «Осоавиахим-1».

## Биография
Родился в Большом Селе Ярославской губернии в многодетной еврейской семье кузнеца. Детство провёл в Пензе, где учился в школе имени В. Г. Белинского, которую окончил в 1926 году в 15 лет.
Поступал одновременно в три института, но ни в один из них не был принят по возрасту. В 1927 году поступил в Московское высшее техническое училище, в 1928 году перевёлся в Ленинградский политехнический институт на физико-механический факультет, и в 1931 году закончил уже образованный Ленинградский физико-механический институт с присвоением квалификации инженера-физика. Ученик академика А. Ф. Иоффе. Аспирантуру закончил досрочно.
С 20 марта 1932 года работал в Ленинградском физико-техническом институте, доцент. Был секретарём комсомольского коллектива образованного комбината институтов. Усовершенствовал камеру Вильсона для изучения космических лучей в стратосфере.

Я иногда говорю себе: "Если меня когда-нибудь спросят: «Что ты делал в эпоху первой пятилетки?» — я отвечу: «Изучал космические лучи». Знаю, я отлично знаю, что то, над чем я работаю, нужно моей стране, внешне эта работа неэффективная, но когда-нибудь всё окупится. …И я ещё сильней берусь за работу, которая волнует меня безграничными просторами, так что дух захватывает.
— Из письма Ильи Усыскина
В 1930 году группа инженеров Ленинградского отделения ОСОАВИАХИМ выдвинула идею построить новый стратостат для покорения рекордных для того времени высот. Однако из-за финансовых трудностей непосредственная работа над проектом началась только в конце 1932 года. Научной программой предстоящего полёта стратостата «Осоавиахим-1» руководил академик А. Ф. Иоффе. Она состояла из 5 разделов: исследование космических лучей, магнитных явлений, состава атмосферы, проведение аэрофотосъёмки, медико-физиологические исследования. Стратонавтам «Осоавиахима-1» предстояло получить новые сведения о физическом состоянии верхних слоёв атмосферы, химическом составе воздуха, природе космических лучей, интенсивности космического излучения, величине напряжённости магнитного поля Земли в стратосфере. Для экспериментов стратостат оснастили 34 приборами, созданными в Главной геофизической обсерватория, а также в Радиевом и Физико-техническом институтах. Полёт заинтересовал и учёных Института экспериментальной биологии, решивших отправить в стратосферу «команду» мушек-дрозофил. А. Ф. Иоффе предложил Усыскину участвовать в полёте на стратостате, а его дублёром стать Н. М. Рейнову.
Полёт «Осоавиахима-1» был совершён 30 января 1934 года. Стратостат достиг рекордной высоты — 21 946 м, однако полёт завершился катастрофой. Все три члена экипажа погибли.
На утреннем заседании XVII съезда ВКП(б) 31 января 1934 года было зачитано сообщение:

30 января, между 15 час. 30 мин. и 17 час. дня, в Инсарском районе Мордовской области, около села Потижский Острог, в 8 км южнее станции Кадошкино, Московско-Казанской железной дороги, упал стратостат «Осоавиахим № 1». Оболочка от удара оторвалась и улетела. В гондоле обнаружены трупы участников полёта — товарищей Федосеенко, Васенко и Усыскина. Из опросов очевидцев установлена следующая картина аварии: при падении стратостата оболочка оборвалась и при этом были слышны два взрыва. На месте обнаружены три трупа погибших товарищей, лежавшие в гондоле, один изуродованный до неузнаваемости. Все предметы и приборы, находившиеся в гондоле, разбиты. На место катастрофы для расследования выехала специальная комиссия.

2 февраля 1934 года делегаты съезда в полном составе присутствовали на похоронах, урны с прахом стратонавтов были захоронены в Кремлёвской стене.

## Награды
- Награждён посмертно орденом Ленина.

## Память

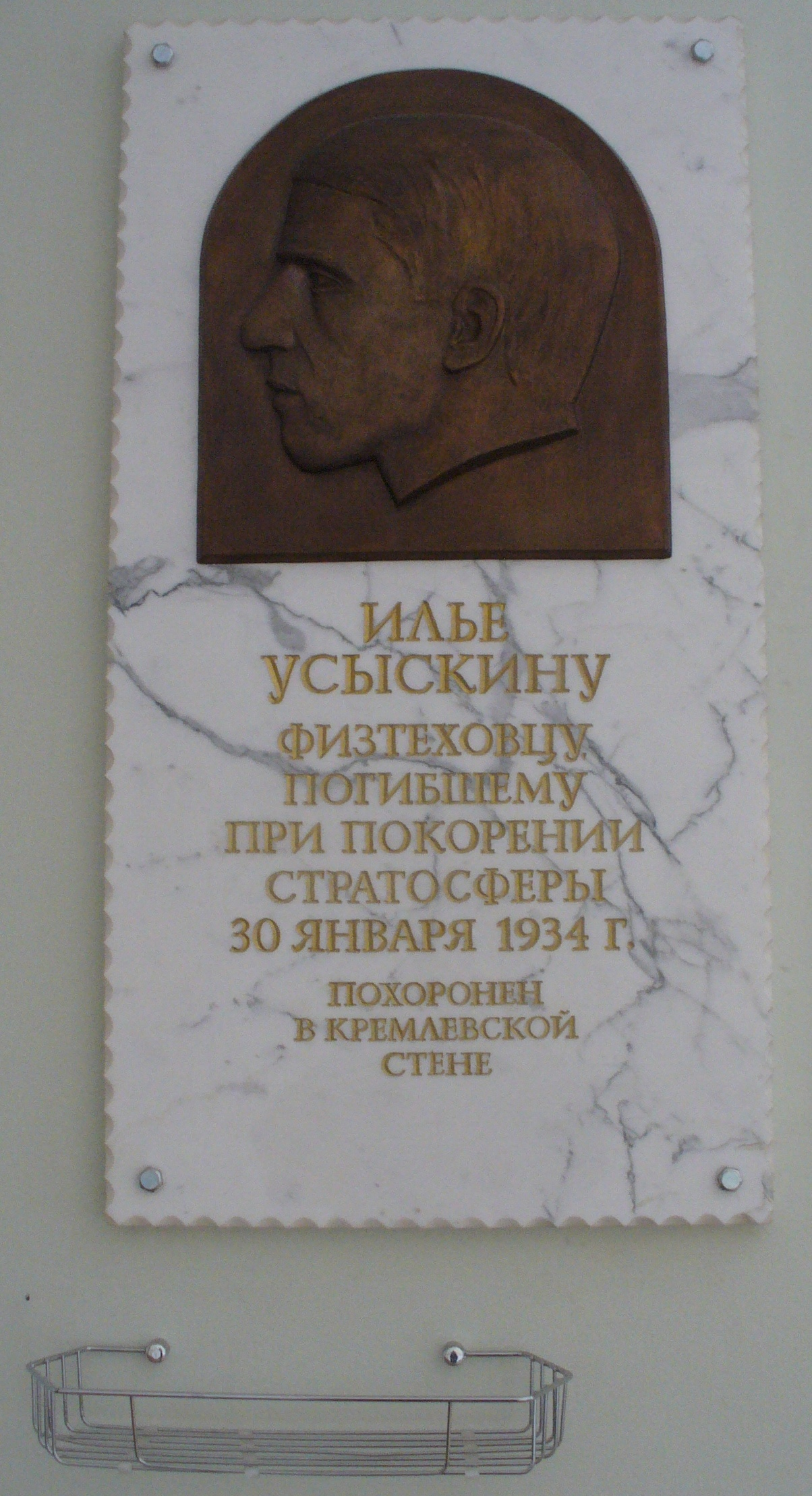
Мемориальная доска в главном здании ФТИ

- Трём стратонавтам установлен памятник в Саранске, в честь них назван проезд в Москве.
- Посёлок Потиж-Острог Инсарского района Мордовии, близ которого упал стратостат, был переименован в село Усыскино.
- В честь Усыскина названы улицы в Пензе, Саранске, Рузаевке, Инсаре, Большом Селе Ярославской области и переулок в Санкт-Петербурге[1][2].
- В честь Усыскина был назван буксирный пароход (позже — канонерская лодка), спущенный на воду в 1934 году.
- В память об Усыскине в 1934 году, в 1944 году и в 1964 году были выпущены почтовые марки СССР.
- Второстепенный персонаж фантастической повести С. Н. Синякина «Монах на краю Земли» (1999).

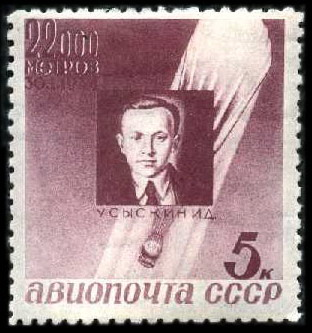
Почтовая марка СССР (1934)
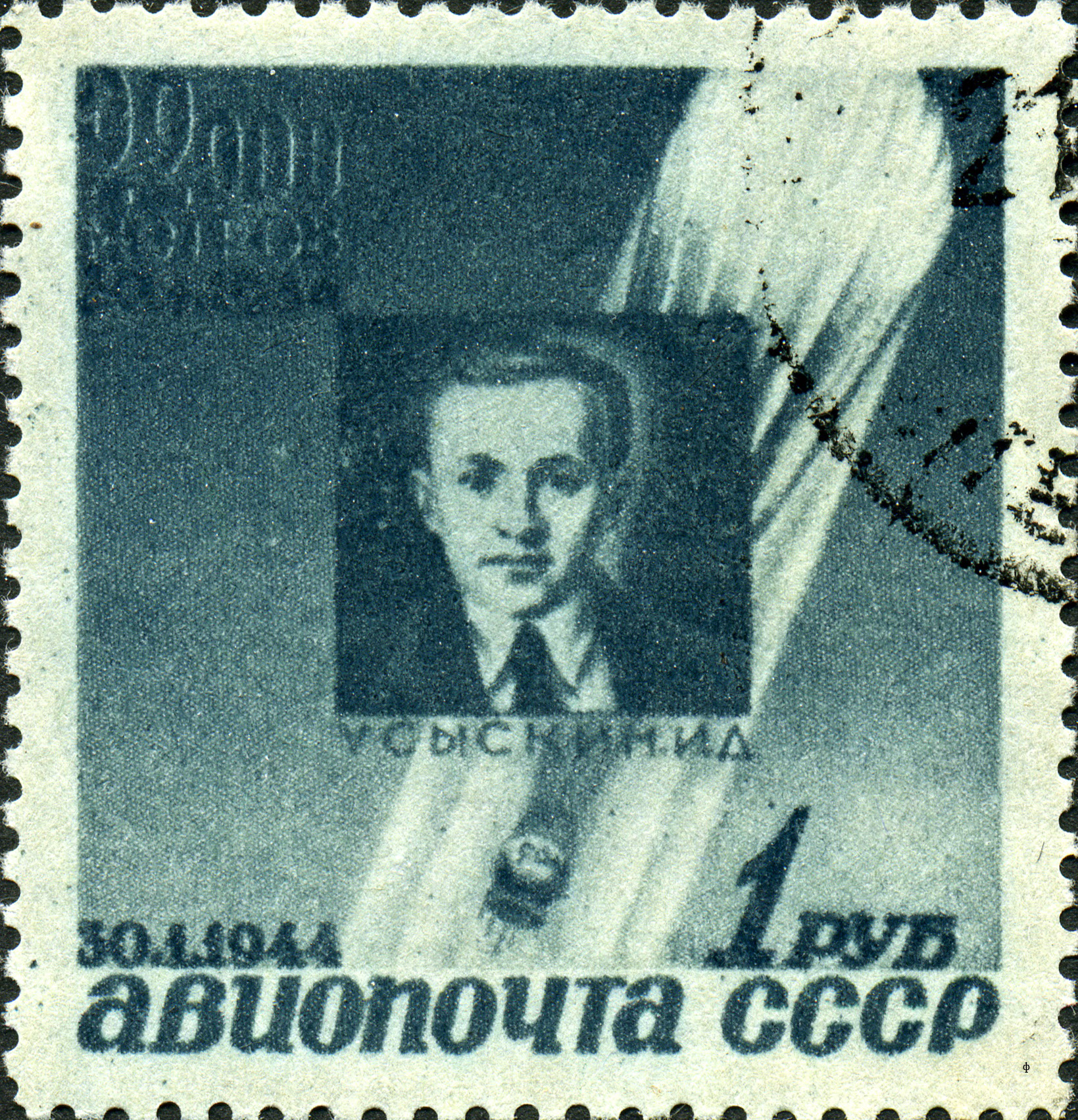
Почтовая марка СССР (1944)
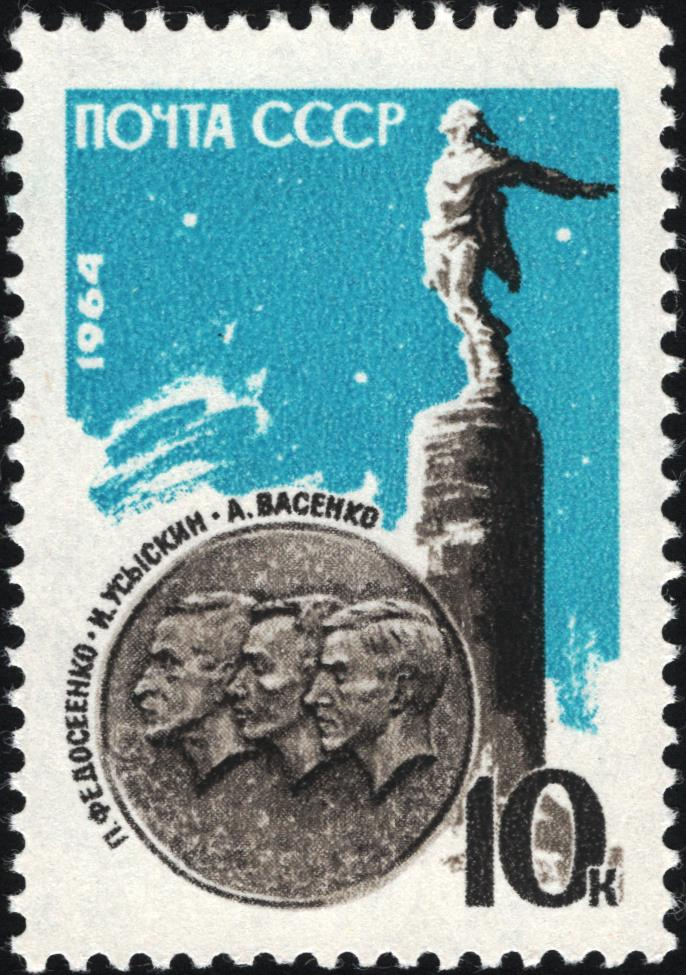
Почтовая марка СССР (1964)